# 黒江町
黒江町（くろえちょう）は和歌山県海草郡にあった町。1934年（昭和9年）5月1日に合併により海南市となり廃止された。現在における海南市黒江地区・船尾地区に該当する。

## 歴史
- 1889年（明治22年）4月1日 - 町村制施行に伴い黒江村、船尾村（船尾浦）が合併し名草郡黒江村が成立。
- 1896年（明治29年）
  - 4月1日 - 郡の統合により名草郡と海部郡が合併し海草郡が成立[1]。黒江村は海草郡の所属となる。
  - 7月7日 - 黒江村が町制施行。黒江町となる。
- 1934年（昭和9年）5月1日 - 日方町、内海町、大野村と合併し海南市が発足。同日黒江町廃止。

## 現在の町名
いずれも海南市。
- 黒江（大字）
- 船尾（大字）

## 出身者
- 塚口慶三郎（実業家）